# Doopsgezinde Vermaning (Monnickendam)
Doopsgezinde Vermaning is een kerkgebouw aan de Weezenland 15 in het Noord-Hollandse Monnickendam. De 17e-eeuwse kerk heeft een houten skelet en bakstenen zijmuren. De voorzijde is voorzien een Neoclassicistische voorgevel met fronton en de achterzijde van rondboogvensters.
De eiken preekstoel met de koperen lezenaar stamt uit de 17e eeuw. Het orgel dateert uit 1869 en werd vervaardigd door Hermanus Knipscheer II. Simon Bak reviseerde het instrument in 1971/1972. De Zaanse firma Flentrop restaureerde in 1997 de windvoorziening.

## Foto's

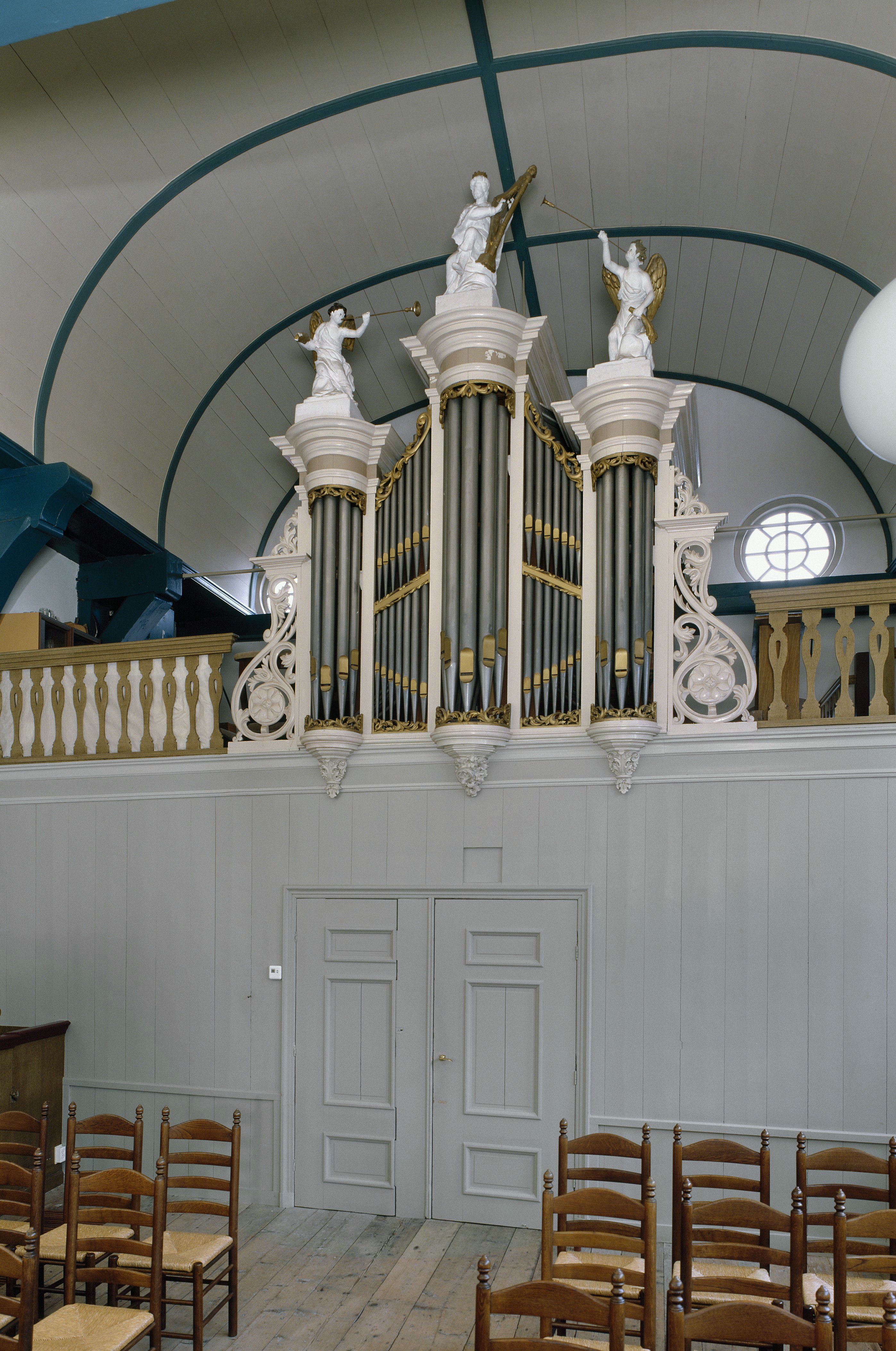
Orgel uit eerste helft 19e eeuw